# Etia nguti
Etia nguti – gatunek słodkowodnej ryby z rodziny pielęgnicowatych (Cichlidae), jedyny przedstawiciel rodzaju Etia. Nazwa rodzajowa honoruje brytyjską ichtiolog Ethelwynn Trewavas, a epitet gatunkowy miejscowość, w pobliżu której gatunek został odkryty.

## Występowanie
Gatunek znany tylko z rzeki Mamfue w rejonie Nguti w Kamerunie.

## Opis
Osiąga do 13 cm długości standardowej (SL). Jest pyszczakiem.

## Filogeneza
Rodzaj Etia jest kladem bazalnym „Haplotilapiini”, siostrzanym dla pozostałych pielęgnic afrykańskich.